# Glenwood (Whitman County, Washington)
Pour les articles homonymes, voir Glenwood.
Glenwood est une zone non incorporée dans le comté de Whitman, dans l'État de Washington, aux États-Unis.